# Ferrari 158
Ferrari 158 och Ferrari 1512 är en serie formel 1-bilar, tillverkade av den italienska biltillverkaren Ferrari mellan 1964 och 1965.

## Bakgrund
Mauro Forghieris första egna bil hade introducerats vid Italiens Grand Prix 1963 med den sexcylindriga motorn från företrädaren Ferrari 156. Först en bit in på säsongen 1964 fick bilen sin nya motor.

## Utveckling

### 158
Forghieris kollega Angelo Bellei hade tagit fram en V8-motor till Forghieris chassi. Bilen hade en självbärande front/sittbrunn som bar upp framhjulsupphängningen. Motorn och transmissionen var skruvad direkt mot sittbrunnen och bar upp den bakre hjulupphängningen. Belleis V8 hade bra vridmoment som gjorde den lämplig för kurviga banor, som Nürburgring.

### 1512
Mauro Forghieri hade tagit fram en högvarvig 180° (platt) V12 motor, avsedd att ge hög toppeffekt på snabba banor, som Monza. Motorn debuterade vid USA:s Grand Prix 1964, men eftersom Ferraris försteförare John Surtees föredrog den åttacylindriga 158:n användes den mycket sparsamt.
Systermodellerna 158 och 1512 användes parallellt under 1964 och 1965. Bilarna blev omoderna till säsongen 1966, då man gick över till trelitersmotorer och de ersattes av Ferrari 312.

## Tekniska data
| Tekniska data           | 158                                                                                    | 1512                                                                                   |
| ----------------------- | -------------------------------------------------------------------------------------- | -------------------------------------------------------------------------------------- |
| Motor:                  | 90° 8-cylindrig V-motor                                                                | 180° 12-cylindrig V-motor                                                              |
| Cylindervolym:          | 1489 cm³                                                                               | 1490 cm³                                                                               |
| Borrning x slaglängd:   | 67,0 x 52,8 mm                                                                         | 56,0 x 50,4 mm                                                                         |
| Kompression:            | 10,5:1                                                                                 | 9,8:1                                                                                  |
| Max effekt vid varvtal: | 210 hk vid 11 000 v/min                                                                | 220 hk vid 12 000 v/min                                                                |
| Ventilstyrning:         | Dubbla överliggande kamaxlar per cylinderrad, 2 ventiler per cylinder                  | Dubbla överliggande kamaxlar per cylinderrad, 2 ventiler per cylinder                  |
| Bränslesystem:          | Bosch bränsleinsprutning                                                               | Lucas bränsleinsprutning                                                               |
| Växellåda:              | 5-växlad manuell                                                                       | 5-växlad manuell                                                                       |
| Hjulupphängning fram:   | Dubbla tvärlänkar, skruvfjädrar                                                        | Dubbla tvärlänkar, skruvfjädrar                                                        |
| Hjulupphängning bak:    | Övre tvärlänk, undre triangellänk, dubbla längslänkar, skruvfjädrar, krängningshämmare | Övre tvärlänk, undre triangellänk, dubbla längslänkar, skruvfjädrar, krängningshämmare |
| Bromsar:                | Hydrauliska skivbromsar                                                                | Hydrauliska skivbromsar                                                                |
| Chassi & kaross:        | Självbärande monocoque                                                                 | Självbärande monocoque                                                                 |
| Hjulbas:                | 238 cm                                                                                 | 240 cm                                                                                 |
| Torrvikt:               | 470 kg                                                                                 | 470 kg                                                                                 |
| Torrfart:               | 270 km/h                                                                               | 270 km/h                                                                               |

## Tävlingsresultat

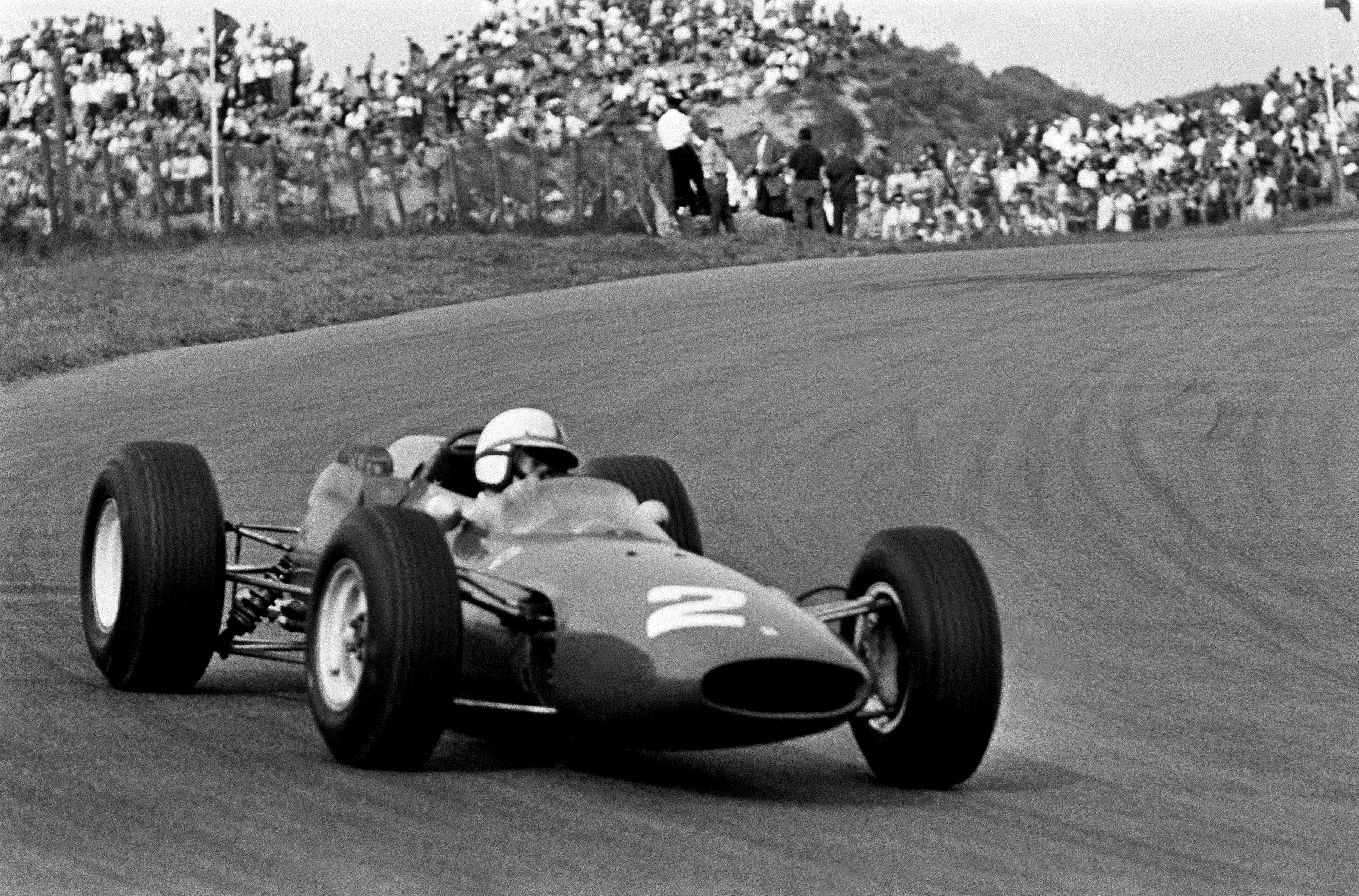
John Surtees vid Nederländernas Grand Prix 1964.

### Formel 1-VM 1964
Säsongen 1964 tog John Surtees två segrar, i Tysklands Grand Prix och Italiens Grand Prix, med 158:an.
Surtees blev världsmästare 1964, med Lorenzo Bandini på fjärde plats. I konstruktörsmästerskapet vann Ferrari sin andra titel.

### Formel 1-VM 1965
Säsongen 1965 fick Ferrari nöja sig med två andraplatser som bästa resultat. John Surtees kom tvåa i Sydafrikas Grand Prix med en 158:a och Lorenzo Bandini kom tvåa i Monacos Grand Prix med 1512:a.
I förarmästerskapet slutade Surtees på femte plats och Bandini på sjätte plats. Ferrari blev fyra i konstruktörsmästerskapet.